# Miguel Ángel Rugilo
Miguel Ángel Rugilo (19 de enero de 1919, Buenos Aires - 16 de septiembre de 1993, Argentina) fue un futbolista argentino que se destacó en la posición de guardameta y su primer equipo fue Vélez Sarsfield. También jugó en Tigre y Palmeiras de Brasil, entre otros.

## Historia
Una lesión de Jaime Rotman le abrió el camino para debutar en el primer equipo el 27 de noviembre de 1938, en Villa Luro y con solo 19 años, en una goleada frente a Almagro por 6 a 0. Rugilo jugaría en las últimas 4 fechas de ese año pero recién volvería a hacerlo, en 6 oportunidades, en el fatídico campeonato de 1940 en el que Vélez Sarsfield perdió la categoría por primera y única vez en su historia.
Solo participó de un par de encuentros durante la primera temporada en la segunda categoría, pero en 1942 consiguió afianzarse en el arco fortinero. Con sus movimientos llamativamente ágiles para su gran contextura física, y con sus extraordinarios reflejos, se transformó en pieza clave del ascenso conseguido al año siguiente, certamen en el que solo faltó a un partido y en el que terminó con la valla menos vencida.
Fue en 1943, más precisamente el 6 de noviembre, que atajó dos penales en un mismo cotejo. Su víctima: Talleres de Remedios de Escalada. Vélez se impuso 6 a 3 y Rugilo consiguió lo que ningún otro arquero hasta ese momento.
De regreso en Primera División, en 1944, recibió una tentadora oferta del León de México, y al promediar el torneo se marchó al fútbol azteca, donde permaneció un par de temporadas hasta que, en 1946, regresó a Liniers y volvió a adueñarse del puesto.
Otra hazaña, de las tantas que protagonizó, tuvo lugar en 1949. Entre el 22 de mayo y el 30 de agosto contuvo, de manera consecutiva, los 6 penales que le ejecutaron. 

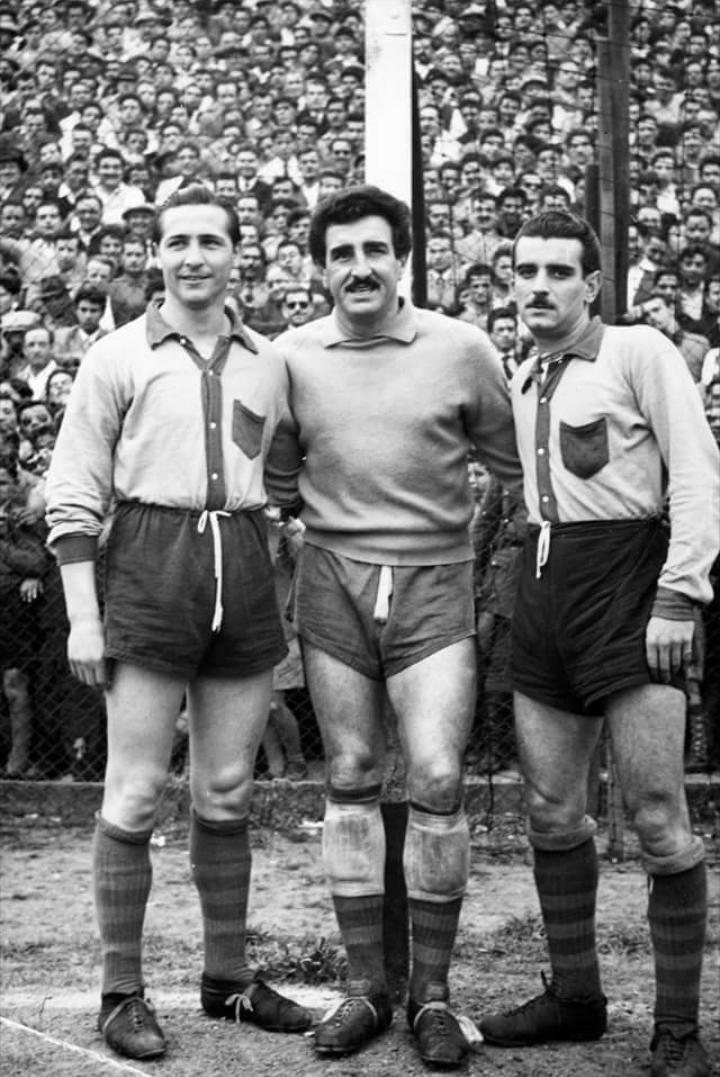
Miguel Rugilo durante su paso por Tigre (1954-1956)

El 29 de octubre de 1950 repitió en lo que hacía 7 años había logrado, atajar dos penales en un mismo encuentro, y esta vez nada menos que visitando a River Plate. 
Rugilo ya era ídolo y figura de Vélez, todavía le faltaba algo para ser considerado uno de los más grandes goleros de la historia del fútbol argentino: jugar en la Selección Argentina. Su presentación con la celeste y blanca fue ante Paraguay, por la Copa Chevallier Boutell, el 25 de marzo de 1950. El choque, disputado en la cancha de River, terminó 2 a 2. Cuatro días después Argentina se impuso por 4 a 0 al mismo rival en el estadio de San Lorenzo de Almagro, otra vez con Rugilo en el arco, y se quedó con la copa en juego.
Pero el hito que lo instaló definitivamente en la memoria futbolística de nuestro país se produjo el 9 de mayo de 1951. Ese día nuestra selección, amparada en una notable actuación suya, estuvo a 10 minutos de llevarse un triunfo histórico en su visita a Inglaterra.
Luis Elías Sojit, a cargo del relato radiofónico, no escatimó elogios para adjetivar su heroica resistencia: "El caballero Rugilo es un león en Wembley". Aquella frase se inmortalizó y ya casi dejó de conocérselo por su nombre y apellido, pasó a ser eternamente el León de Wembley. Finalmente se impuso el conjunto británico por 2 a 1, pero sus atajadas en el mítico estadio londinense y la ovación de los 60 mil espectadores al finalizar el cotejo se recordarán por siempre.
El 13 de mayo, cierre de la excursión por territorio europeo, Argentina se impuso a Irlanda en Dublin por 1 a 0. Sería el cuarto y último partido de Rugilo defendiendo los colores argentinos.
Apenas un par de meses después, el 22 de julio, sufrió una grave lesión frente a River que marcaría el comienzo del fin de su último ciclo como jugador de Vélez. Reapareció casi al finalizar la temporada y llegó a jugar las primeras 11 jornadas del campeonato de 1952, pero perdió continuidad y emigró a Brasil para custodiar el arco del Palmeiras.
De regreso a la Argentina, en 1954 fue contratado por Tigre donde cumplió destacadísimas actuaciones, con asistencia perfecta durante los 3 años en que permaneció en el equipo de Victoria. 
En 1957 dejó su huella en el O'Higgins de Chile, donde se retiró ya cercano a los 39 años.
Sin embargo, sus ganas de volver a la actividad fueron más fuertes y tiempo después se enroló en las filas de Leandro N. Alem, equipo que militaba en la tercera categoría de esa época, donde fue entrenador y, eventualmente, también arquero.
Posteriormente Intentó afirmarse como director técnico en México, pero tuvo una sola y efímera experiencia en el Atlético Celaya. También, por un corto tiempo, se desempeñó en Vélez como entrenador de arqueros.

## Selección Argentina
Fue internacional con la selección de fútbol de Argentina.
El 9 de mayo de 1951 defendió la camiseta del combinado nacional en su encuentro contra la selección de fútbol de Inglaterra en el Estadio de Wembley. Aunque Argentina perdió por 2-1 su actuación fue destacada, lo que hizo que el periodista Luis Elías Sojit lo bautizara con el apelativo de León de Wembley.

## Trayectoria
| Club            | País      | Período   |
| --------------- | --------- | --------- |
| Vélez Sarsfield | Argentina | 1938-1944 |
| León            | México    | 1944-1946 |
| Vélez Sarsfield | Argentina | 1946-1952 |
| Palmeiras       | Brasil    | 1952-1953 |
| Tigre           | Argentina | 1954-1956 |
| O'Higgins       | Chile     | 1957      |

## Palmarés

### Campeonatos nacionales
| Torneo           | Club            | País      | Año  |
| ---------------- | --------------- | --------- | ---- |
| Segunda División | Vélez Sarsfield | Argentina | 1943 |

### Campeonatos internacionales no oficiales
| Torneo                  | Equipo              | Sede         | Año  |
| ----------------------- | ------------------- | ------------ | ---- |
| Copa Chevallier Boutell | Selección Argentina | Buenos Aires | 1950 |